# Jakow Jewsejewitsch Gegusin
Jakow Jewsejewitsch Gegusin (russisch Яков Евсеевич Гегузин; * 1. August 1918 in Jusowka, Gouvernement Jekaterinoslaw; † 12. Dezember 1987 in Charkiw) war ein sowjetischer Physiker.

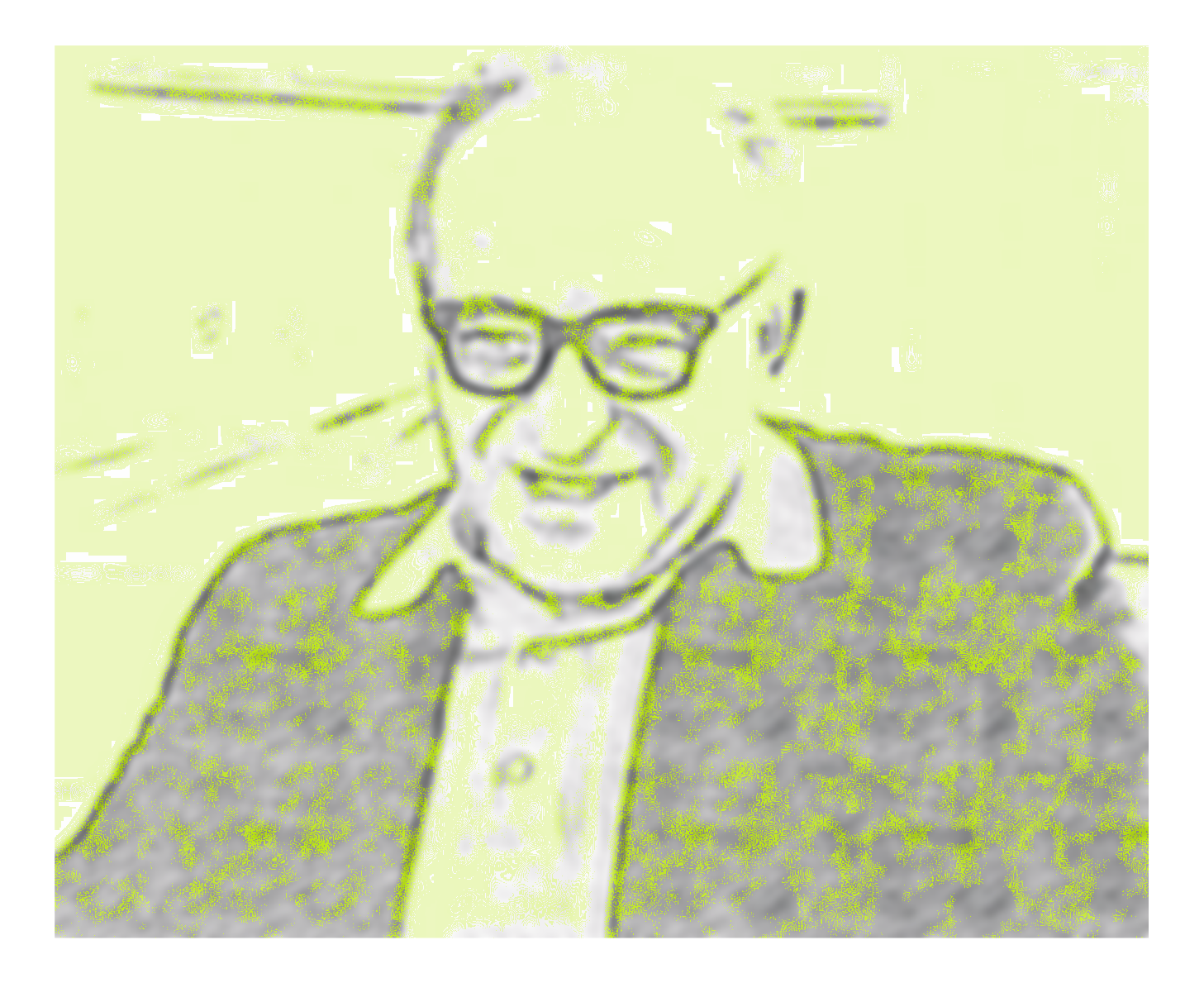
Porträt

## Leben
Jakow Gegusin (englisch Geguzin) wurde als Sohn von Jewsei Aronowitsch Gegusin und Tatjana Palant geboren. 1941 beendete er das Studium an der physikalisch-mathematischen Fakultät der Universität Charkiw. Während des Krieges arbeitete er in einem Zulieferbetrieb für die Flugzeugindustrie. Die ersten Forschungsarbeiten galten der angewandten Metallographie und der Gießereitechnologie. Seit 1950 und bis zum Ende seines Lebens war er an der Charkiwer Universität tätig. Im Jahre 1964 gründete er den Lehrstuhl für Kristallphysik, die Keimzelle der Charkiwer Schule für Kristallphysik.

## Leistungen
Jakow Gegusin war Mitbegründer der Physik des Sinterns, der Grundlage der Pulvermetallurgie. Dem Engagement von Jakow Gegusin und seinen Talenten als Physiker war es zu verdanken, dass viele Studenten und Wissenschaftler auf den Weg zur Kristallphysik gebracht wurden. Als hervorragender Hochschullehrer und auch als Buchautor leistete er einen wesentlichen Beitrag zur Verbreitung grundlegender physikalischer Ideen. Er war Autor einiger Fachbücher zur Physik des realen Kristalls.

## Publikationen
- Diffusionsprozesse an der Oberfläche des Kristalls. (zusammen mit J. S. Kaganowski in Russisch).
- Diffusionszone.  (in Russisch 1978).
- Makroskopische Defekte in Metallen.  (in Russisch).
- Migration makroskopischer Einschlüsse in Festkörpern. (zusammen mit M. A. Krivoglas, neu erschienen in Englisch ISBN 978-1-4757-5844-3).
- Physik des Sinterns. (in Russisch 1973).
- Grundzüge der Diffusion in Kristallen. Deutscher Verlag für Grundstoffindustrie, Leipzig 1977.
- Eine unterhaltsame Physik des Tropfens. Verlag Harri Deutsch, Frankfurt 1978, ISBN 978-3-87144-363-3.
- Wie werden aus Pulvern kompakte Werkstoffe? Deutscher Verlag für Grundstoffindustrie, Leipzig 1981.
- Lebender Kristall. Verlag Harri Deutsch, Frankfurt 1985, ISBN 978-3-87144-873-7.

| Personendaten    | Personendaten                |
| ---------------- | ---------------------------- |
| NAME             | Gegusin, Jakow Jewsejewitsch |
| KURZBESCHREIBUNG | sowjetischer Physiker        |
| GEBURTSDATUM     | 1. August 1918               |
| GEBURTSORT       | Jusowka                      |
| STERBEDATUM      | 12. Dezember 1987            |
| STERBEORT        | Charkiw                      |